# فرودگاه ایتو ابا آیلند
فرودگاه ایتو ابا آیلند (به انگلیسی: Itu Aba Island Airport) (به زبان بومی: Tai Ping Island Airport) یک فرودگاه نظامی است که یک باند فرود بتن دارد و طول باند آن ۳۰۰ متر است. این فرودگاه در کشور تایوان قرار دارد .

## شرکت‌های هواپیمایی و مقصدهای پروازی
| شرکت‌های هواپیمایی      | مقصدهای پروازی |
| ---------------------- | -------------- |
| نیروی هوایی جمهوری چین | گاوشیونگ       |